# Imhotep
Imhotep je bio egipatski bilježnik i arhitekt. Živio je oko 2650. pr. Kr. u vrijeme Starog kraljevstva (2635. – 2155. pr. Kr.). Njegovo ime je pronađeno na postolju kipa faraona Džosera iz III. dinastije, pronađenog 1926. u Saqqari. U to vrijeme je i sagradio najstariju piramidu u Egiptu. Riječ je o piramidi kralja Đosera, koja se nalazi u Saqqari. Imhotep je tako pokrenuo revoluciju u arhitekturi. 
Ovaj visoki kraljev službenik prvi je umjetnik čije nam je ime ostalo zabilježeno te najvjerojatnije i prvi koji se upustio u podizanje kamenih građevina. Imhotep je upravljao gradnjom Džoserove piramide, kao i zdanja koja su ga okruživala. Stepenasta piramida faraona Džosera (oko 2667. – 2648. pr. Kr.) je prva piramida u Egiptu, i prvi spomenik uopće, sagrađen od klesanog kamena. Iako je u početku bila građena kao mastaba (arabizam koji znači stuba ili klupa) kakve su do tada bile kraljevske i plemićke grobnice, njezina veličanstvenost pokazuje veliku moć i prestiž egipatske monarhije. Imhotep ju je izgradio tako što je napravio šest trapezastih mastaba složenih jednu na drugu, čime je dobio oblik stepenaste piramide unutar piramidskog kompleksa koji je okružen visokim zidom. Neki vjeruju da je arhitekt to učinio kako bi se grobnica vidjela preko zida koji je okružuje. Piramida je inače središnje obilježje pogrebnog kompleksa koje nalikuje palači i prvobitno je bila obložena bijelim vapnencem.
Osim što je bio proslavljeni egipatski graditelj piramida, bio je liječnik, a vladao je i najvećom državom toga doba na svijetu. Imhotepa su Egipćani slavili kao mudraca i dvije tisuće godina kasnije. Štoviše, čak su ga i u ptolemejskom razdoblju štovali pod grčkim imenom Imuthes kao boga medicine. Njegovi kipovi iz toga doba prikazuju mudrog pisara koji sjedi sa smotkom papirusa na dlanovima.
Imhotep je jedna od najvažijih osoba drevne povijesti, čovjek kojega su povjesničari nazvali prvim poznatim genijem. Grobnica ovog velikog mudraca još uvijek nije pronađena, a nekim je arheolozima upravo ona Sveti gral egiptologije. 

## Imhotep u fikciji
Imhotep se 1932. godine pojavljuje kao lik u klasičnom holivudskom horor-filmu Mumija - gdje ga je tumačio Boris Karloff - kao i njegovom remakeu iz 1999. godine, te njegovom nastavku Povratak mumije, gdje ga je tumačio Arnold Vosloo.
Imhotep se pojavljuje i kao lik u TV-seriji Stargate SG-1.